# 300-річчя Конституції Пилипа Орлика (срібна монета)
«300-рі́ччя Конститу́ції Пили́па О́рлика» — срібна ювілейна монета номіналом 10 гривень, випущена Національним банком України, присвячена пам'ятці української політично-правової думки XVIII ст. «Пакти і Конституція прав і вольностей Війська Запорозького». Ця перша європейська конституція в сучасному розумінні прийнята 5 (16) квітня 1710 року, під час обрання Пилипа Орлика гетьманом України.
Монету введено в обіг 25 березня 2010 року. Вона належить до серії «Відродження української державності».

## Опис монети та характеристики
| Номінал грн. | Метал            | Маса, г      | Діаметр, мм | Якість виготовлення | Гурт                           | Тираж, штук |
| ------------ | ---------------- | ------------ | ----------- | ------------------- | ------------------------------ | ----------- |
| 10           | срібло 925 проби | 31,1 / 33,62 | 38,6        | пруф                | гладкий із заглибленим написом | 7 000       |

### Аверс
На аверсі монети розміщено: малий Державний Герб України (угорі), напис півколом «НАЦІОНАЛЬНИЙ БАНК УКРАЇНИ», унизу номінал та рік карбування монети — «10 ГРИВЕНЬ/ 2010», у центрі зображено стилізовану композицію — козацька старшина на чолі з гетьманом (ліворуч) та козаки (праворуч), що символізує ухвалення конституції.

### Реверс

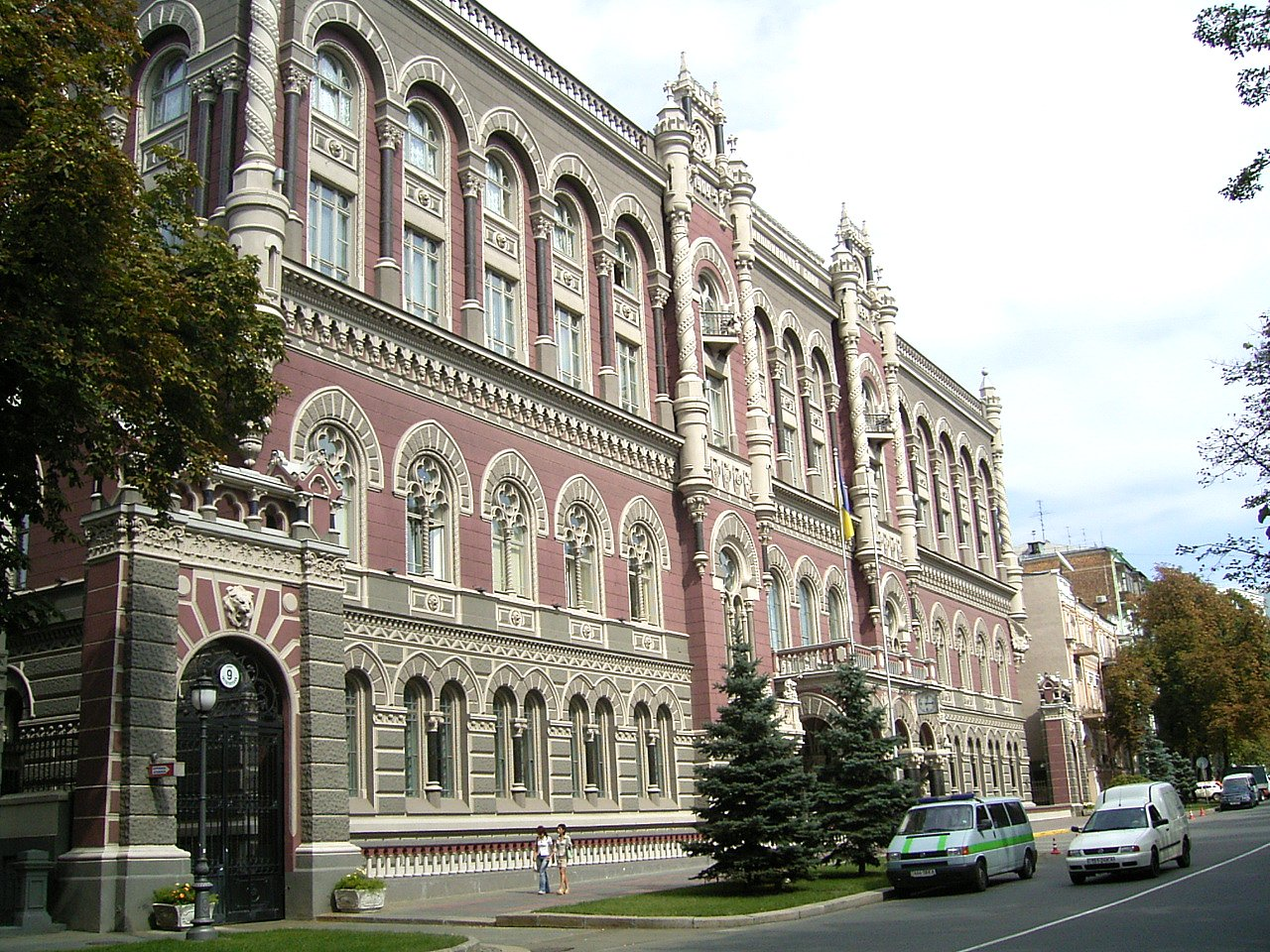
Будівля Національного банку України

На реверсі монети зображено Пилипа Орлика з пером у руці на тлі стилізованого аркуша конституції, ліворуч розміщено написи: «КОНСТИТУЦІЯ ПИЛИПА ОРЛИКА» (півколом), «300/РОКІВ».

## Автори
- Художники: Таран Володимир, Харук Олександр, Харук Сергій.
- Скульптори: Дем'яненко Володимир, Атаманчук Володимир.

## Вартість монети
Ціна монети — 748 гривень, була вказана на сайті Національного банку України в 2016 році.
Фактична приблизна вартість монети з роками змінювалася так:
| Рік        | 2010 | 2011 | 2012 | 2013 | 2014 | 2015 | 2016 | 2017 | 2018 | 2019 | 2020 | 2021  | 2022  | 2023  | 2024  | 2025  |
| ---------- | ---- | ---- | ---- | ---- | ---- | ---- | ---- | ---- | ---- | ---- | ---- | ----- | ----- | ----- | ----- | ----- |
| Ціна, грн. | 370  | 450  | 550  | 550  | 500  | 750  | 820  | 840  | 800  | 730  | 730  | 1 000 | 1 400 | 1 900 | 2 800 | 2 950 |